# Pezza (tessile)
Una pezza [di stoffa] è una unità di misura per la commercializzazione dei tessuti: è una striscia di tessuto tolta dal telaio senza orli o finiture e avvolta intorno a un sostegno di cartone robusto (o di plastica) di forma cilindrica o, molto spesso, di forma piatta per favorirne lo stoccaggio nei magazzini e nei negozi di tessuti.
La lunghezza è generalmente variabile, di qualche decina di metri: 30-40 m per le pezze destinate alla vendita al dettaglio a seconda del tipo e dello spessore del tessuto.
Quando il contesto non è sufficientemente chiaro, essendo questo un termine tecnico, è necessario usare la forma estesa pezza di stoffa o pezza di tessuto. La frase "ho comprato una pezza" indicherebbe all'ascoltatore uno strofinaccio; nella frase "ho comprato una pezza di stoffa" la parola pezza non indica un 'pezzo di stoffa'/ uno straccio ma è una unità di misura, come nella frase "ho comprato una tanica di benzina, un bidone di latte, 30 metri di stoffa"
La larghezza in linguaggio tecnico viene chiamata altezza ed è variabile, la misura standard è di 90 cm (un'altezza) ma tradizionalmente il tessuto può essere ripiegato in due (doppia altezza: 150 cm) prima di essere avvolto. In seguito sono state messe in commercio pezze di altezza extra (240 cm). L'altezza totale è la larghezza della pezza, mentre si parla di altezza effettiva/ utilizzabile per indicare la distanza fra le cimose.
Pezza di tessuto ha un campo semantico più ampio, è un'espressione usata sia per indicare una "pezza di stoffa" inteso come rotolo di misura standard, come tessuto nel telaio non ancora confezionato in una 'pezza di stoffa', e anche come 'pezzo di stoffa nuovo/ 'pezza' nuova di qualsiasi misura
Bisogna ricordare infine che in alcune parlate locali o dialettali pezza di stoffa è usato come un rafforzativo al posto di pezza nel senso di straccio, o come una variante al posto di 'pezzo di stoffa.